# ناظم بابادجانوف
ناظم بابادجانوف (7 أغسطس 1995 بطاجيكستان - ) هو مدرب كرة قدم ولاعب كرة قدم طاجيكي في مركز الوسط. شارك مع منتخب طاجيكستان لكرة القدم. أما مع النوادي، فقد لعب مع استقلال دوشنبه وريغار-تاداز تورسونزاده.

## وصلات خارجية
- ناظم بابادجانوف على موقع قاعدة بيانات كرة القدم.إي يو (الإنجليزية)
- ناظم بابادجانوف على موقع ناشيونال فوتبول تيمز (الإنجليزية)
- ناظم بابادجانوف على موقع Soccerway.com (الإنجليزية)